# Anillo de guerra

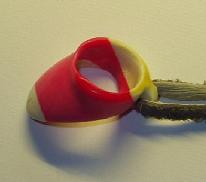
Anillo de guerra hecho con plástico.

Un anillo de guerra es una pieza de equipamiento, especialmente para proteger el dedo pulgar durante un tiro con arco. Este anillo es un pedazo de madera, metal, plástico, vidrio, hueso, cuerno o piedra que se coloca alrededor del dedo pulgar, ayudando a contrarrestar la presión de la cuerda en éste durante el estiramiento del arco. El área plana se extiende desde el anillo para proyectar la almohadilla del pulgar desde el estiramiento de la cuerda; esto puede implementarse con una extensión de piel. Muchos exponentes de los anillos de guerra eran ornamentados, algunos exageradamente para ser usables. Esto debe ser intentado sólo en caso de exposición. El autor de Arab Archery se refiere a estos anillos, usualmente hechos con piel. Posiblemente, los arqueros actuales usan piel, muy baratos y fáciles de hacer, para este propósito
Cuando se utiliza un arco usando el tiro pulgar, el pulgar es puesto en forma de gancho alrededor de la cuerda bajo la flecha y abrazándolo con el primer (a veces con el segundo) dedo. El pulgar descansa contra el interior de la almohadilla del anillo cuando el arco es estirado (tendido). Esta técnica es a menudo referida a la "exposición mongola" o al "tiro mongol". Hoy día, los anillos de guerra son usados para practicar estos estilos por arqueros de Asia y algunas regiones de Norte de África. Ishi, "el último Indio americano", usó el anillo, pero no se protegió la cara.